# 莲座狗舌草
莲座狗舌草（学名：Tephroseris changii），为菊科狗舌草属下的一个植物种。